# Šweitigoumská pagoda

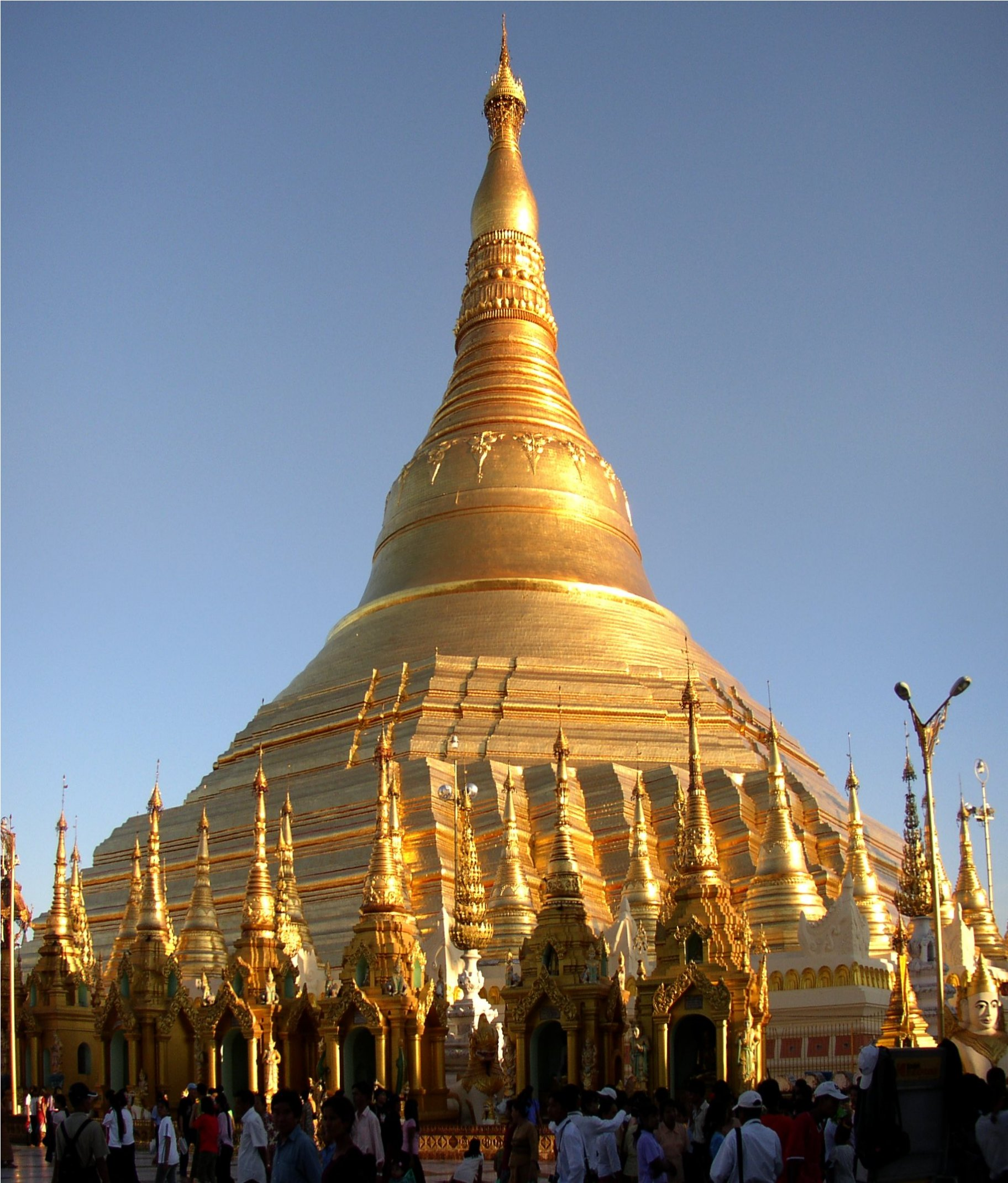
Šweitigoumská pagoda

Šweitigoumská pagoda, známá též jako Zlatá pagoda, je stúpa na kopci Singuttara u Královského jezera v Rangúnu. Je nejsvětější buddhistickou stúpou v Myanmaru.

## Výzdoba
Šweitigoumská pagoda je pokryta zlatými lístky a její špice je ozdobena 6000 diamanty a jinými drahokamy. Ve svých základech údajně ukrývá osm Buddhových vlasů, které do Myanmaru přinesli kupci Taputha a Bhallika jako dar od samotného Buddhy. Zdvíhá se ze shluku 64 menších pagod se čtyřmi většími, vyznačujícími čtyři hlavní body kompasu.

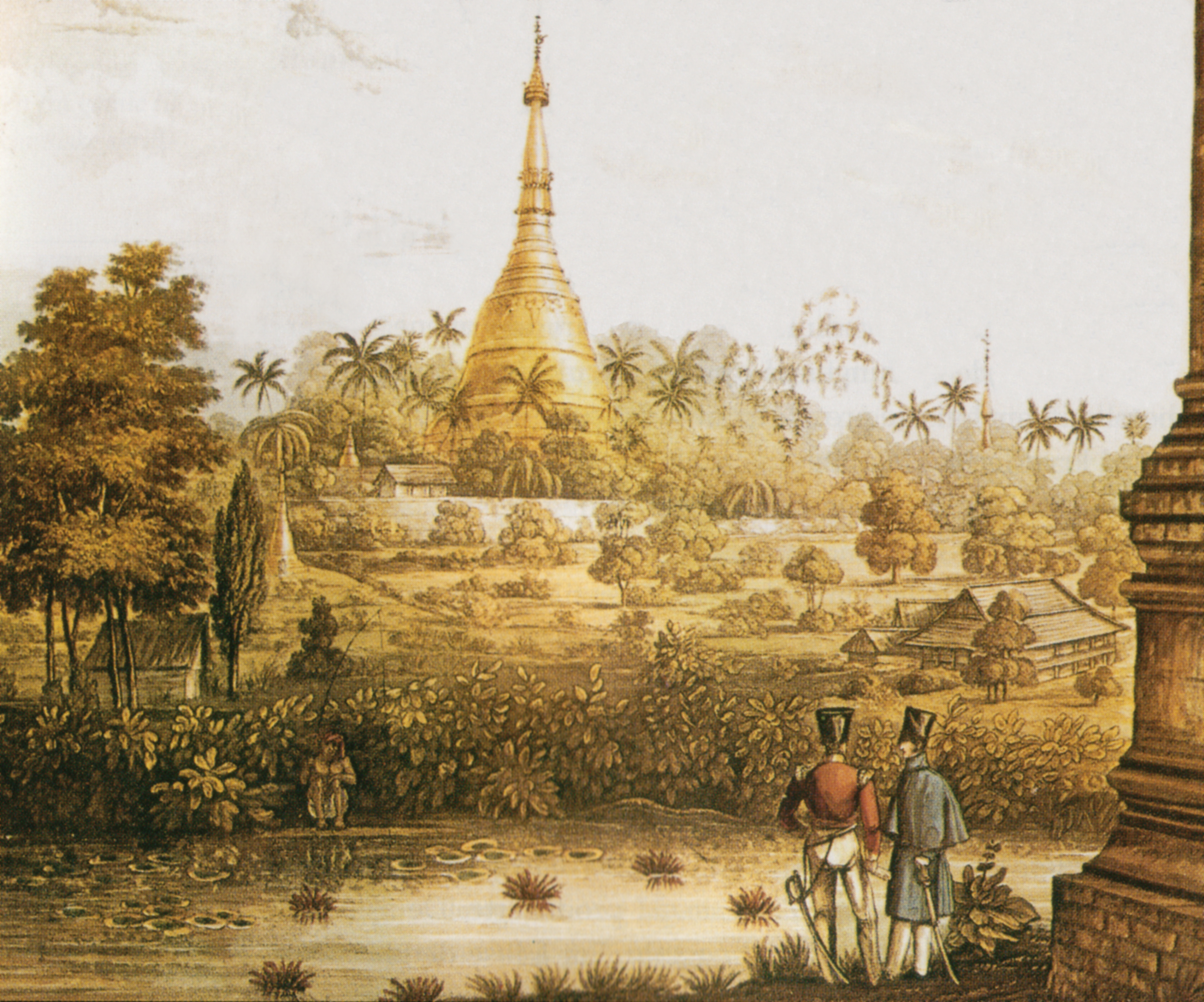
Britští důstojníci hledí na Šweitigoumskou pagodu na litografii z roku 1825

## Výstavba a historie
Šweitigoumská pagoda byla podle pověsti postavena v roce 585 před naším letopočtem. Ve skutečnosti se stavěla postupně, po několik staletí. Přesná datace výstavby je nejasná, pagoda však byla údajně postavena v rozmezí 6. a 10. století. Na počátku 14. století byla pagoda přebudována (tehdy do výšky 18 metrů) a své nynější výšky dosáhla v 15. století.
Na počátku 16. století se pagoda stala nejznámějším poutním místem v Myanmaru. V roce 1608 pagodu vydrancoval portugalský dobrodruh Philip de Brito a v roce 1768 byla značně poškozena zemětřesením. V první anglo-barmské válce pagodu obsadili roku 1824 Britové a po dva roky ji využívali jako pevnost, ze které kontrolovali Rangún. Za druhé anglo-barmské války pagodu v roce 1852 znovu obsadili Britové a 77 let ji jako strategický bod vojensky kontrolovali.

## Místo protestů
V roce 1920 byla Šweitigoumská pagoda místem studentských protestů, které vyústily ve zřízení tzv. „národních škol“. Další protesty u pagody proběhly v letech 1936 a 1938. V roce 1946 Aun Schan u pagody požadoval okamžité vyhlášení barmské nezávislosti a v roce 1988 jeho dcera Aun Schan Su Ťij požadovala u pagody na masovém shromáždění 500 000 lidí demokratizaci. U pagody se konaly protesty i v září 2007, které vyústily v krveprolití.